# Лесогорское городское поселение
Лесого́рское городско́е поселе́ние — упразднённое муниципальное образование в составе Выборгского района Ленинградской области. Административный центр — посёлок городского типа Лесогорский.
Было образовано 1 января 2006 года, включило в себя территории посёлка Лесогорский и Лосевской волости.
На референдуме 2 марта 2008 года жители поселения высказались за объединение со Светогорским городским поселением. Таким образом, с 1 января 2010 года городское поселение прекратило существование, а Лесогорский утратил статус административного центра. 

## Населённые пункты
- посёлок городского типа Лесогорский (административный центр)
- деревня Лосево
- посёлок Правдино

## География
Лесогорское городское поселение располагается на севере Выборгского района. Граничит со Светогорским городским поселением, Каменногорским городским поселением и Республикой Финляндия.
Крупнейшая водная артерия поселения — река Вуокса.

## Инфраструктура
На территории поселения расположены 1 средняя общеобразовательная школа, 2 детских сада, 1 начальная школа-детский сад. Амбулатория с отделением в Лосево. Центр культуры и досуга с 2 клубами, 2 библиотеками, 2 молодежно-подростковыми клубами. 2 бани. 16 предприятий торговли. 14 производственных предприятий. Работает кабельное телевидение с 11 каналами.